# Benedik Mioč
Benedik Mioč (Osijek, 6. listopada 1994.) hrvatski je nogometaš koji igra na poziciji veznog igrača. Trenutačno igra za poljski klub Miedź Legnica.

## Vanjske poveznice
- Profil, Hrvatski nogometni savez
- Profil, Transfermarkt (engl.)